# Wiktor Leonidowitsch Drugow
Wiktor Leonidowitsch Drugow (russisch Виктор Леонидович Другов; * 12. Mai 1986 in Barnaul, Russische SFSR) ist ein russischer Eishockeyspieler, der seit Dezember 2016 bei Toros Neftekamsk in der Wysschaja Hockey-Liga unter Vertrag steht.

## Karriere
Wiktor Drugow begann seine Karriere als Eishockeyspieler in der Nachwuchsabteilung des HK Lada Toljatti, für dessen zweite Mannschaft er von 2002 bis 2004 in der drittklassigen Perwaja Liga aktiv war. Anschließend spielte der Flügelspieler zwei Jahre lang für die Profimannschaft des ZSK WWS Samara in der Wysschaja Liga, der zweiten russischen Spielklasse. Nach eineinhalb Jahren beim HK Traktor Tscheljabinsk aus der Superliga, kehrte er innerhalb der Saison 2007/08 zum HK Lada Toljatti zurück, für dessen Profimannschaft er bis Saisonende in der Superliga spielte.
Von 2008 bis 2010 stand Drugow für Lada Toljatti in der neu gegründeten Kontinentalen Hockey-Liga unter Vertrag. Die Saison 2010/11 begann der Russe bei Atlant Mytischtschi, ehe er im November 2010 innerhalb der KHL zum HK Sibir Nowosibirsk wechselte.
Während des Expansion Draft am 17. Juni 2013 wurde Drugow von Admiral Wladiwostok ausgewählt. Ein Jahr später wurde er von Torpedo Nischni Nowgorod für zwei Jahre unter Vertrag genommen.